# Jüdische Gemeinde Mutěnín

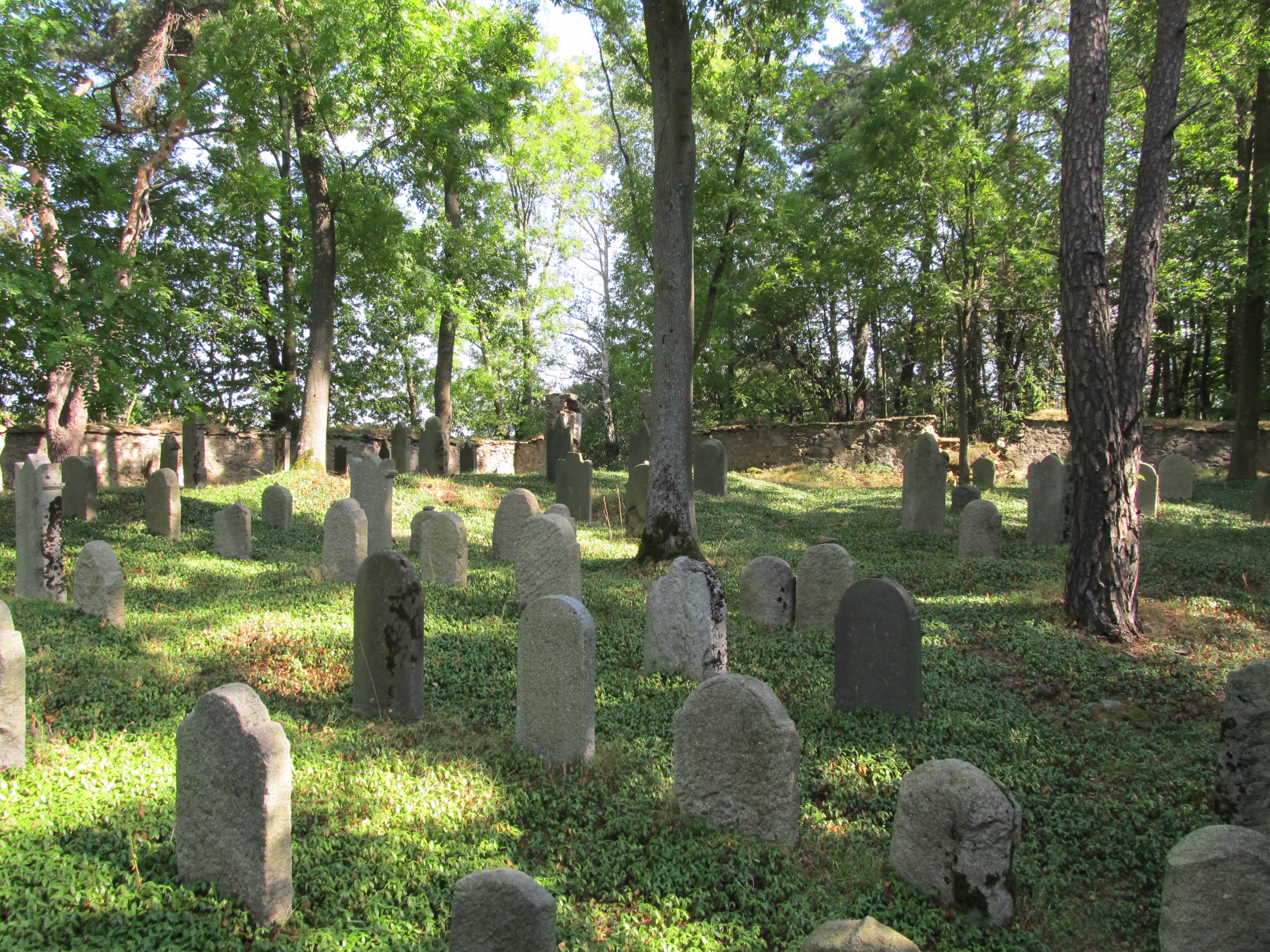
Jüdischer Friedhof in Muttersdorf

Die Jüdische Gemeinde in Mutěnín (deutsch Muttersdorf), einer tschechischen Gemeinde im Okres Domažlice der Pilsner Region, entstand ab dem 17. Jahrhundert.

Synagoge, Friedhof und Häuser der jüdischen Gemeinde Mutěnín

## Geschichte
Die ersten jüdischen Familien kamen während des Dreißigjährigen Krieges nach Mutěnín.
Die jüdische Gemeinde in Mutěnín bestand seit 1635.
Überliefert ist ein schriftlicher Bericht des Pfarrers von Domažlice an die Prager Kirchenbehörde aus dem Jahr 1669.
Nach diesem Bericht wohnte im Jahr 1635 im Haus Nr. 85 der Jude Abraham Ditl mit seiner Familie.
1635 zogen die Juden David Salomon und Nathan mit ihren Familien nach Mutěnín.
1640 wurde auf dem hinteren Schafberg ein jüdischer Friedhof⊙ angelegt, der bis heute (2020) erhalten ist.
Der älteste Grabstein stammte nach dem Zeugnis von Rabbiner Ignaz Fischer von 1642.
1650 kam der Jude Samuel nach Mutěnín und 1654 der Jude Seml Mayer aus Ronsperg.
1669 war der Jude Ditl verstorben und seine beiden Söhne hatten Familien gegründet.
1680 existierte das Haus Nr. 85 nicht mehr.
Die Häuser Nr. 66⊙, 67⊙, 68, 69, 96⊙, 104, 105, 107⊙, 131 (Rabbinerhaus) waren von Juden bewohnt.
Die jüdische Gemeinde hatte eigene Rabbiner, Religionslehrer, jüdische Richter und ein Rabbinerhaus mit einer Mikwe.
Die Juden arbeiteten als Kaufleute und Händler.
1734 kaufte der Mutěníner Gutsherr Christoph Wenzel von Wiedersperg († 1751 in Mutěnín) das Haus 105 von Hans Gremmer.
Er errichtete im Hof dieses Hauses eine Branntweinbrennerei (= Haus Nr. 131).
Branntweinbrenner war der Jude Abraham (Antschl) Löbl, der gleichzeitig Judenrichter war.
1753 wurden die Häuser 104 (für 60 Gulden) und 105 (für 80 Gulden) und 1776 auch die Brennerei, Haus Nr. 131 (für 50 Gulden), an Abraham Löbl verkauft.
1798 kaufte die jüdische Gemeinde das Haus Nr. 131.
Seit 1835 wurde es als Wohnung des jüdischen Lehrers und des Rabbiners genutzt.
In seinem Unterbau gab es rechts einen Raum mit einem großen kupfernen Kessel.
Dieser diente bis 1910 als Badewanne für die jüdischen Frauen.
In den 1870er Jahren zogen einige Juden aus Mutěnín in die Gegend von Tirschenreuth, wo sich durch die aufblühende Glasindustrie gute Verdienstmöglichkeiten boten.
Anfang des 20. Jahrhunderts sank die Anzahl der Juden in Mutěnín.
1920 gehörten zur jüdischen Gemeinde Mutěnín außer den 6 Familien mit 23 Personen aus Mutěnín noch aus den Nachbarortschaften:
- 3 Familien mit 11 Personen aus Bělá nad Radbuzou,
- 1 Familien mit 3 Personen aus Ostrov,
- 1 Familie mit 10 Personen aus Mostek und
- 1 Familie mit 3 Personen aus Hostouň.[1][5]

Die jüdische Gemeinde blieb bis 1938 erhalten.
Bei der letzten in Mutěnín verbliebene jüdische Familie handelte es sich um den Geschäftsmann Izidor Beck (56), seine Frau Maria (45) und seine Tochter Hanna (17).
Die gesamte Familie wurde von den Deutschen im Konzentrationslager ermordet.
Insgesamt wurden 9 Juden aus Mutěnín wurden während des Holocaust von den Deutschen ermordet.

## Synagoge
1663 erbaute die Gemeinde ihre erste hölzerne Synagoge beim Haus Nr. 67.
Dies geschah ohne Erlaubnis der Ortschaft Mutěnín und auf eigene Kosten der jüdischen Gemeinde.
Die jüdische Gemeinde versuchte jedoch 1663 beim erzbischöflichen Konsistorium in Prag eine Erlaubnis für den Synagogenbau einzuholen.
Dann gab es einige Beschwerden der christlichen Geistlichen in Mutěnín und Horšovský Týn und Strafandrohungen von Seiten des Gutsherren Jakob von Wiedersperg wegen des Synagogenbaues.
Adam Matthias von Trauttmansdorff, Landmarschall und königlicher Statthalter in Böhmen, an den auch einige dieser Beschwerden gerichtet wurden, reagierte nicht darauf.
Diese Beschwerden und Strafandrohungen wurden von den Juden mit Bittgesuchen an das erzbischöfliche Konsistorium in Prag beantwortet.
Letzten Endes verlief aller Streit im Sande, die Synagoge blieb bestehen und wurde genutzt.
1860 wurde die hölzerne Synagoge abgerissen und an ihrer Stelle eine neue Synagoge in klassizistischem Stil erbaut.
Der neue Synagogenbau wurde nach Plänen des Baumeisters Georg Hall aus Ziegelsteinen errichtet.
Es hatte einfache weiße unverzierte Mauern.
Auf dem Dach befand sich eine Wetterfahne mit Davidstern.
Das Gebäude hatte 8 Fenster und zwei runde Öffnungen nach Osten und Westen.
Der Gebetsraum war innen 12 m lang, 10 m breit und hatte ein 8 m hohes Gewölbe.
Es gab einen beheizten Wintergebetsraum und im Vorraum einen Eisenofen zum Backen der Matzen.
Im Synagogengebäude befand sich auch ein Cheder, in dem die Kinder unterrichtet wurden.
1923 wurde die Synagoge renoviert.
1939 gelangte Mutěnín infolge des Münchner Abkommens und der Zerschlagung der Rest-Tschechei unter die Herrschaft des NS-Staates.
Infolgedessen wurde die Synagoge 1939 durch die Nationalsozialisten zerstört und abgetragen.

## Jüdische Schule
1743 wurde erstmals eine jüdische Schule in Mutěnín erwähnt.
Es kann sich hierbei jedoch auch um die Synagoge handeln.
Von 1829 bis 1870 gab es eine eigene jüdische Schule.
Die Prüfungen mussten jedoch an der öffentlichen Volksschule abgelegt werden.
| Jahr | Schüler zwischen 6 und 12 Jahren |
| ---- | -------------------------------- |
| 1835 | 24                               |
| 1840 | 19                               |
| 1845 | 19                               |
| 1850 | 22                               |
| 1855 | 15                               |
| 1860 | 10                               |
| 1865 | 20                               |
| 1870 | 24                               |

Ab 1870 besuchten die jüdischen Kinder die reguläre nationale Schule.

## Gemeindeentwicklung
| Jahr    | Juden                     |
| ------- | ------------------------- |
| 1635    | 1 Familie                 |
| um 1670 | 6 Familien, 40 Personen   |
| um 1747 | 14 Familien, 49 Personen  |
| 1832    | 154 Personen (mit Ostrov) |
| 1837    | 110 Personen              |
| 1880    | 90 Personen               |
| 1893    | 90 Personen               |
| 1900    | 43 Personen               |
| 1920    | 12 Familien, 50 Personen  |
| 1930    | 21 Personen               |
| 1939    | 1 Familie                 |

## Rabbiner, Lehrer, Richter und Kultusvorsteher
Als Rabbiner wirkten in Mutěnín Jakob Utitz (1851–1858), Pinkas Hauser (1858–1882), Beer Wachtel (1883–1884), Hardtraan (1885–1886), Dr. Benjamin Neumann (um 1887), Pollak (1888–1889), Moses Larschan (1894–1900), Ignaz Fischer aus Wotitz.
Als Lehrer arbeiteten in Mutěnín Löbl Adelberg aus Meclov (1829–1850), Seligmann (um 1876), Mehles (1882), Samuel Gütig (um 1887), Kauders (um 1887), Kurländer (um 1887), Ziegler (um 1887), Rudolf Ganz (1891–1894), Lazar Tänzeles (1900–1905).
Als Richter fungierte Abraham (Antschl) Löbl von 1776 bis 1779.
Kultusvorsteher in Mutěnín waren Jonas Fleischner (1850er und 1860er Jahre), Simon Schwarzkopf, Bernhard Österreicher (bis 1897), Albert Wolf (bis 1921) und zuletzt Ferdinand Steiner.

## Schutzgelder
Die Juden standen unter dem Schutz der Herrschaft von Mutěnín.
Dafür mussten sie Schutzgeld zahlen.
Die Einnahmen der Herrschaft aus Schutzgeld betrugen im Jahr 1788 insgesamt 74 Gulden und 30 Kreuzer.
In der folgenden Tabelle sind diese Schutzgelder teilweise für das Jahr 1788 pro Jahr, pro Haus und Familie aufgelistet.
| Hausnr. | Familie       | Schutzgeld |
| ------- | ------------- | ---------- |
| 66      | Jakob Isaak   | 6 Gulden   |
| 67      | Abraham Löbl  | 8 Gulden   |
| 67      | Husl Bermund  | 3 Gulden   |
| 68      | Isak Antschl  | 8 Gulden   |
| 69      | Samuel Jacob  | 13 Gulden  |
| 96      | Israel Samuel | 8 Gulden   |
| 104     | Simon Moyses  | 8 Gulden   |
| 105     | Michl Selig   | 8 Gulden   |
| 107     | Ezechiel Löwe | 12 Gulden  |